# Liste der Biografien/Janj
Liste der Biografien |
Portal Biografien |
Personensuche
# |
A |
B |
C |
D |
E |
F |
G |
H |
I |
J |
K |
L |
M |
N |
O |
P |
Q |
R |
S |
T |
U |
V |
W |
X |
Y |
Z |
?
 
Ja |
Jb |
Jd |
Je |
Jh |
Ji |
Jj |
Jl |
Jn |
Jm |
Jo |
Jp |
Jr |
Js |
Jt |
Ju |
Jv |
Jw |
Jy
 
Jaa |
Jab |
Jac |
Jad |
Jae |
Jaf |
Jag |
Jah |
Jai |
Jaj |
Jak |
Jal |
Jam |
Jan |
Jao |
Jap |
Jaq |
Jar |
Jas |
Jat |
Jau |
Jav |
Jaw |
Jax |
Jay |
Jaz
 
Jana |
Janb |
Janc |
Jand |
Jane |
Jang |
Janh |
Jani |
Janj |
Jank |
Janm |
Jann |
Jano |
Janr |
Jans |
Jant |
Janu |
Janv |
Jany |
Janz
Die Liste der Biografien führt alle Personen auf, die in der deutschsprachigen Wikipedia einen Artikel haben. Dieses ist eine Teilliste mit 12 Einträgen von Personen, deren Namen mit den Buchstaben „Janj“ beginnt.

## Janj

### Janja
- Janjatović, Dejan (* 1992), deutsch-serbischer Fußballspieler
- Janjaud, Héloïse (* 1994), französische Schauspielerin

### Janje
- Janjetov, Zoran (* 1961), serbischer Comiczeichner
- Janjetović, Željko (* 1963), bosnischer Diplomat
- Janjetović, Zoran (* 1967), serbischer Historiker

### Janji
- Janjic, Daniela (* 1984), Schweizer Autorin
- Janjić, Ilija (* 1944), kroatischer Geistlicher, emeritierter römisch-katholischer Bischof von Kotor
- Janjić, Strahinja (* 1906), jugoslawischer Armeeoffizier und serbischer Gestapo-Agent
- Janjić, Zlatko (* 1986), bosnisch-deutscher FußballspielerZlatko Janjić (* 1986)

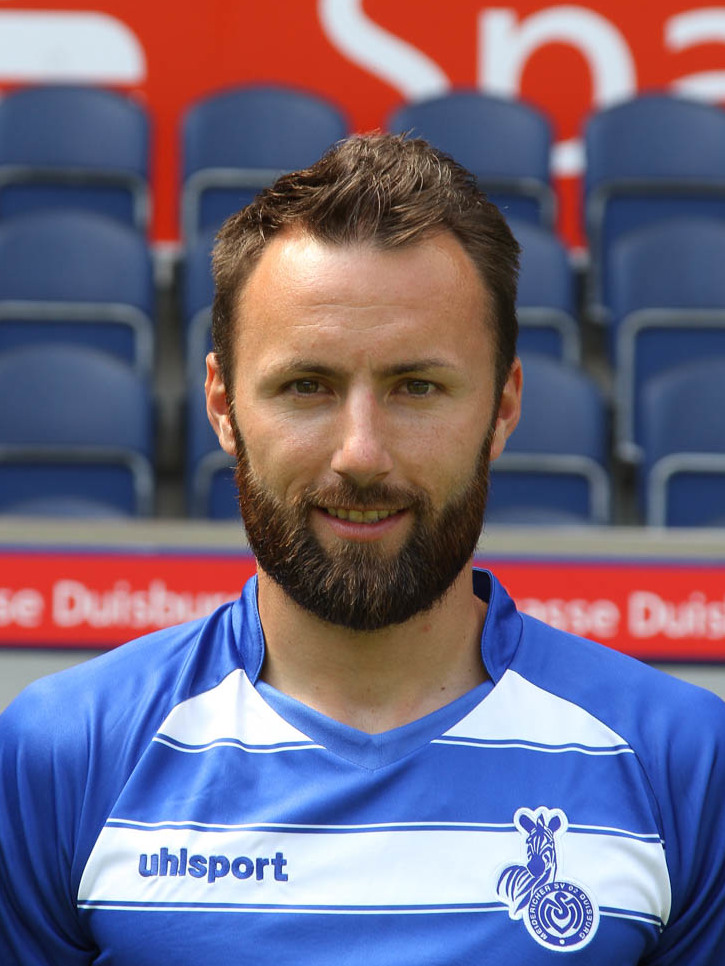
Zlatko Janjić (* 1986)

- Janjičić, Vasilije (* 1998), Schweizer Fussballspieler
- Janjiš, Robert (* 1994), kroatischer Fußballspieler

### Janju
- Janjušević, Anđela (* 1995), serbische Handballspielerin